# 조프루아민꼬리박쥐
조프루아민꼬리박쥐(Anoura geoffroyi)는 주걱박쥐과(신세계잎코박쥐류)에 속하는 박쥐의 일종이다. 아메리카 열대 기후 지역에서 발견된다.

## 특징
조프루아민꼬리박쥐는 중형 크기의 박쥐로 전체 몸길이는 약 7cm, 몸무게는 10~15g 정도이다. 몸 대부분은 진한 갈색부터 희미한 갈색 털로 덮여 있으며, 하체 쪽은 회색빛 갈색을 띠고 목과 어깨 쪽은 은빛-회색을 띤다. 날개는 검거나 아주 진한 갈색을 보이는 반면에, 다리 사이의 비막은 비교적 작고 털로 덮여 있다. 통용명이 시사하는 바처럼 조프루아민꼬리박쥐는 꼬리가 없다. 긴 코와 돌출된 아랫턱 그리고 짧고 둥근 귀를 갖고 있다. 길고 좁은 혀를 갖고 있으며, 꽃꿀을 먹기 쉽도록 끝이 뾰족하며 혀 끝에 부드러운 돌기가 나 있다.

## 분포 및 서식지
조프루아민꼬리박쥐는 멕시코 북부 지역부터 중앙아메리카 대부분의 지역을 거쳐 남아메리카 북부 지역을 지나 페루를 지나 볼리비아 일부와 아마존 분지 바로 남쪽의 브라질까지 지역에서 발견된다. 트리니다드와 그레나다에서 보고되기도 한다. 소나무와 참나무 숲, 운무림, 세하도 그리고 경작지를 포함한 해발 고도 400~2,500m 높이의 산림 환경에서 서식한다.
현재, 3종의 아종이 알려져 있다.
- A. g. geoffroyi — 볼리비아, 브라질, 콜롬비아 동부, 베네수엘라, 기아나
- A. g. lasiopyga — 멕시코, 중앙아메리카, 콜롬비아 서부, 에콰도르
- A. g. peruana — 페루

## 습성 및 먹이
먹이의 90% 이상이 나방과 딱정벌레로 이루어져 있을 정도로 대부분 식충성 동물이다. 그러나 과일 일부와 다양한 종류의 꽃에서 꽃꿀과 꽃가루를 핥아 먹기도 하며, 일부 분포 지역에서는 전적으로 꽃꿀에 의지해서 살아가는 것으로 보고되기도 한다.
야행성 동물로 낮 동안에는 물 근처 동굴 속에서 휴식을 취하든지 최대 300마리까지 집단을 형성하거나 홀로 시간을 보내며, 집단의 크기가 20마리부터 75마리까지는 흔하게 발견된다. 빠른 속도 비행을 하며, 공중에 떠 다닐 수도 있다. 비행을 위해 시각과 반향 정위를 둘다 사용하며, 65kHz부터 75kHz 사이의 아주 민감한 주파수도 감지할 수 있다. 같은 지역에 서식하는 다른 박쥐들도 비슷한 곤충을 먹기 때문에 먹이 경쟁을 피하기 위해 다른 박쥐들이 선호하지 않는 고도에서 활동하는 것으로 추정된다.